# Manuel Lourenço de Andrade
Manuel Lourenço de Andrade (Lamego, c. 1604 — São Francisco do Sul, 1665) foi um bandeirante, oficial Vereador na vila de São Paulo dos Campos de Piratininga e fundador do povoado de Nossa Senhora da Graça do Rio São Francisco do Sul, atual município de São Francisco do Sul, em Santa Catarina. 

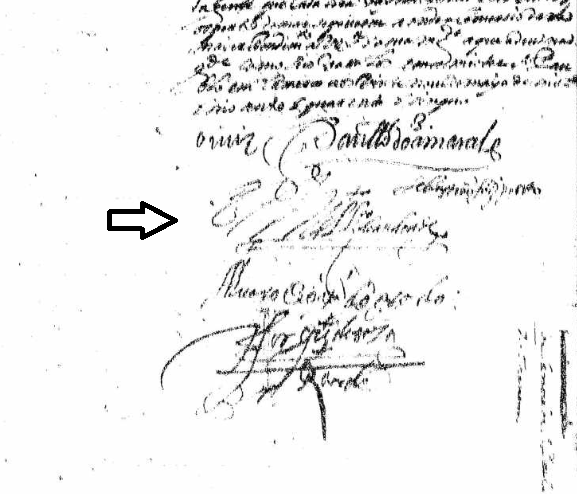
Assinatura de Manuel Lourenço de Andrade em documento histórico

Nasceu na cidade de Lamego, em Portugal. Era filho de Manuel Lourenço de Andrade (nascido em 1570, Lamego) e Branca de Andrade (nascida em 1568). Foi casado com Maria Branca Conqueiro, filha do Capitão-Mor da Capitania de São Vicente Gaspar Conqueiro, que administrou a Capitania de 1607 a 1612 . Teve uma filha, Paula Moreira, que foi casada com o abastado fidalgo Luís Rodrigues Cavalinhos. Participou ativamente da vida política de São Paulo, inclusive da famosa Botada dos padres fora e da Aclamação de Amador Bueno.
Em 28 de dezembro de 1640, recebeu uma Sesmaria nos arredores da Vila de São Paulo dos Campos de Piratininga, por concessão do Capitão-Mor João Luiz Mafra . A seguir, é transcrito trecho do documento original de concessão:
"Registo de uma carta de data de terras de Manuel Lourenço de Andrade que lhe deu o capitão mor João Luiz Mafra. João Luiz Mafra cavalleiro fidalgo da casa de Sua Magestade capitão mor e governador desta capitania de São Vicente e nella alcaide mor pelo conde de Monsanto donatario perpetuo por Sua Magestade etc aos que esta minha carta de dada de terras de sesmaria de hoje para todo sempre fôr apresentada eo conhecimento della deva e haja de pertencer faço a saber que Manuel Lourenço de Andrade me fez a petição atrás escripta dizendo nella que elle era morador na villa de São Paulo havia muitos annos e casado com mulher natural della e filha de povoadores e pessoas principaes que governam esta capitania..."

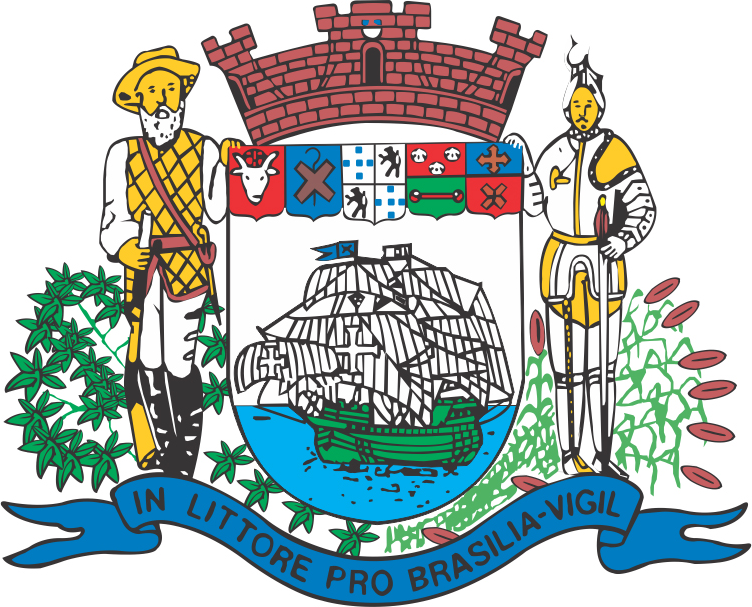
Brasão do município de São Francisco do Sul (SC), que contém o Brasão da família de Manuel Lourenço de Andrade.

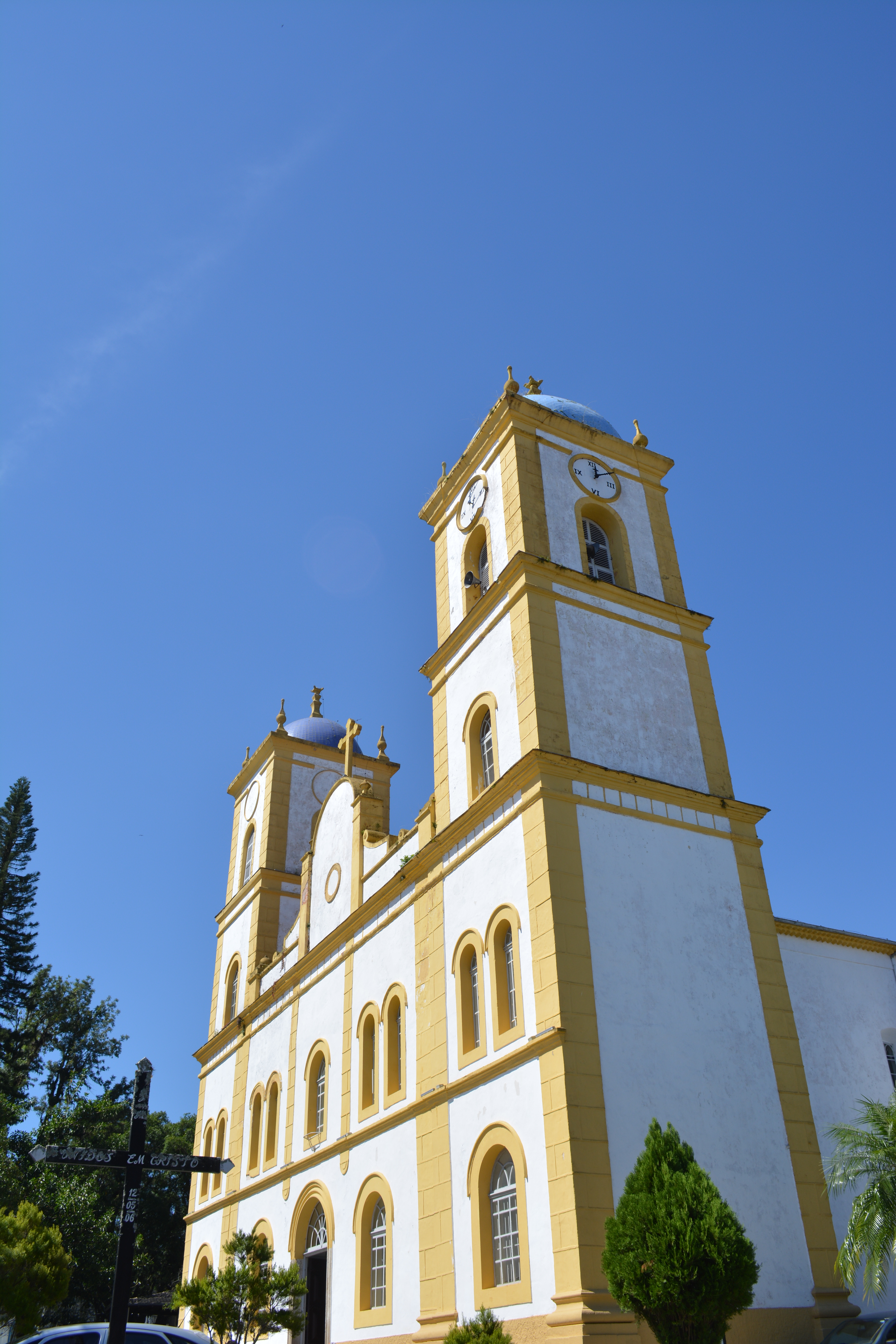
Cruzeiro da Igreja Matriz de São Francisco do Sul, local histórico do sepultamento do fundador da cidade Capitão Manuel Lourenço de Andrade.

Em 1658, após obter autorização do Marquês de Cascais, donatário da Capitania de Paranaguá, para povoar a Ilha de São Francisco, partiu com a sua família e agregados para o local, onde fundou o povoado de Nossa Senhora da Graça do Rio de São Francisco do Sul, posteriormente promovido a Vila em 1660.
Andrade foi, além de fundador, foi o primeiro Capitão-Mor (prefeito) da Vila de São Francisco, que veio a ser a primeira Vila do futuro Estado de Santa Catarina. Distribuiu os colonos pelas terras circunjacentes e deu início às primeiras plantações de cana-de-açúcar, algodão e mandioca, além de estimular o nascimento da indústria de cordas e da construção de barcos. O lugar ganhou grau de paróquia pela Igreja Católica em 1665, com a chegada do primeiro vigário, padre Manuel dos Santos. Nesse mesmo ano, Manuel Lourenço de Andrade faleceu em São Francisco, pedindo em seu testamento para ser sepultado no arco cruzeiro da igreja local, diante da imagem de Nossa Senhora da Graça. 

Reconhecendo seu pioneirismo para a colonização do sul do Brasil e tendo em vista a importância de seus feitos, o historiador e membro da Academia Brasileira de Letras Afonso d'Escragnolle Taunay sugeriu que o Brasão do Município de São Francisco do Sul contivesse o Brasão de Armas da família de Manuel Lourenço de Andrade . Foi um dos maiores bandeirantes do período de expansão portuguesa ao litoral sul do Brasil e um político da rara habilidade. Deixou extensa e antiga descendência nos Estados do Rio Grande do Sul e Santa Catarina  .